# 商都
商都（しょうと）とは、商取引が活発な都市のことで、古くから商業を中心として発展してきた都市につけられた愛称である。商業都市（しょうぎょうとし）とも呼ばれる。

## 世界の主な商都
欧州
- ロンドン（イギリス連合王国）
- マンチェスター（イギリス連合王国）
- フランクフルト（ドイツ連邦共和国）
- ハンブルク（ドイツ連邦共和国）
- アムステルダム（オランダ王国）
- アントウェルペン（ベルギー王国）
- パリ（フランス共和国）
- リヨン（フランス共和国）
- ミラノ（イタリア共和国）
- ヴェネツィア（イタリア共和国）
- チューリッヒ（スイス連邦）
- バルセロナ（スペイン）

欧州とアジアの境界
- イスタンブール（トルコ共和国）

中東・アジア
- ドバイ（アラブ首長国連邦ドバイ首長国）
- ムンバイ（インド連邦）
- 上海（中華人民共和国）
- 香港（中華人民共和国）
- シンガポール
- 台北（中華民国（台湾））
- 大阪（日本国）

オセアニア
- シドニー（オーストラリア連邦）

北米
- トロント（カナダ連邦）
- ニューヨーク（アメリカ合衆国)
- シカゴ（アメリカ合衆国）
- サンフランシスコ（アメリカ合衆国）

南米
- サンパウロ（ブラジル）
- ブエノスアイレス（アルゼンチン）

アフリカ
- ヨハネスブルク（南アフリカ共和国）
- ケープタウン（南アフリカ共和国）

## 日本の歴史的な商都

### 北海道地方
- 北海道小樽市

### 東北地方
- 青森県五所川原市
- 岩手県盛岡市
- 岩手県奥州市（旧水沢市）
- 宮城県仙台市
- 秋田県秋田市
- 山形県酒田市 - 北前船で繁栄
- 福島県郡山市  - 県内最大都市

### 関東地方
- 茨城県筑西市（旧下館市）
- 茨城県土浦市
- 栃木県栃木市
- 群馬県高崎市
- 埼玉県さいたま市大宮区（旧大宮市）
- 埼玉県川越市
- 千葉県船橋市 - 県都「千葉」に対し商都「船橋」との形容もある交通の要所。旗艦店（1号店）及び大型店舗が多く並ぶ[1]。
- 千葉県習志野市 - 古くから津田沼戦争（商業激戦区）と呼ばれるほど大型店の進出や店舗同士での競争激化が相次ぐ[2]。
- 千葉県香取市佐原
- 東京都八王子市 - かつての多摩地域の中心都市で東京都唯一の中核都市。
- 東京都立川市 - 現在の多摩地域の中心都市
- 東京都町田市 - 南多摩及び神奈川県央地域の中心都市
- 神奈川県横浜市 - 明治時代以降貿易を中心に商業が発達。日本で最も人口の多い市となる。
- 神奈川県海老名市
- 神奈川県平塚市

### 中部地方
- 新潟県新潟市
- 富山県高岡市
- 石川県金沢市
- 福井県敦賀市
- 山梨県甲府市
- 長野県長野市
- 長野県小諸市
- 岐阜県高山市
- 静岡県静岡市 - 清水港を有する。
- 静岡県沼津市 - かつての伊豆半島の中心都市
- 愛知県名古屋市 - 多くの戦国大名や近世大名を輩出した地域であり、現代では日本一の貿易港である名古屋港を有する。日本三大都市のひとつ。
- 愛知県津島市

### 近畿地方
- 三重県松阪市 - 日本三大商人の1つである伊勢商人を輩出した
- 滋賀県近江八幡市 - 日本三大商人の1つである近江商人を輩出した
- 滋賀県長浜市
- 京都府京都市 - かつての三都及び六大都市の一角。
- 大阪府大阪市 - 江戸時代の大坂は、全国から物産が陸路や航路を通じて集まり取引され、天下の台所と呼ばれる。また、張り巡らされた水路に架かる橋の多さから、大坂八百八橋とも呼ばれた。運河の多くが埋め立てられ高速道路となった現代でも、水の都（水都）とも言われる。
- 大阪府堺市 - 室町時代以降は日明貿易や南蛮貿易の拠点として栄えた。
- 兵庫県神戸市 - 横浜市同様外国との交流が盛んである。また国立の商業学校が唯一設置された市である。
- 和歌山県和歌山市

### 中国地方
- 鳥取県米子市
- 島根県益田市
- 岡山県岡山市
- 岡山県倉敷市
- 広島県広島市
- 広島県福山市
- 広島県尾道市
- 山口県下関市

### 四国地方
- 香川県高松市
- 愛媛県松山市
- 愛媛県今治市
- 徳島県徳島市
- 高知県高知市

### 九州地方
- 福岡県北九州市小倉北区（旧小倉市北部）
- 福岡県福岡市 - 歴史的にも大陸との繋がりが強く、博多が貿易の玄関口となっていた。
- 福岡県久留米市
- 長崎県長崎市
- 熊本県熊本市
- 鹿児島県鹿児島市